# Михайловское (Полтавская область)
Михайловское (укр. Михайлівське) — посёлок,
Голобородьковский сельский совет,
Карловский район,
Полтавская область,
Украина.
Код КОАТУУ — 5321681202. Население по переписи 2001 года составляло 369 человек.

## Географическое положение
Посёлок Михайловское находится на одном из истоков реки Тагамлык.
На расстоянии в 1,5 км расположено село Короленковка.
Река в этом месте пересыхает, на ней сделана запруда.
Рядом проходит автомобильная дорога Т-1722.

## Экономика
- Молочно-товарная ферма.